# Exocarpos neocaledonicus
Exocarpos neocaledonicus là một loài thực vật có hoa trong họ Santalaceae. Loài này được Schltr. & Pilg. mô tả khoa học đầu tiên năm 1906.